# Botanophila spinosa
Botanophila spinosa este o specie de muște din genul Botanophila, familia Anthomyiidae. A fost descrisă pentru prima dată de Camillo Rondani în anul 1866. Conform Catalogue of Life specia Botanophila spinosa nu are subspecii cunoscute.